# Фарен (Округ Плен)
Фарен (њем. Fahren) општина је у њемачкој савезној држави Шлезвиг-Холштајн. Једно је од 84 општинска средишта округа Плен. Према процјени из 2010. у општини је живјело 145 становника. Посједује регионалну шифру (AGS) 1057018.

## Географски и демографски подаци
Фарен се налази у савезној држави Шлезвиг-Холштајн у округу Плен. Општина се налази на надморској висини од 25 метара. Површина општине износи 3,6 km². У самом мјесту је, према процјени из 2010. године, живјело 145 становника. Просјечна густина становништва износи 40 становника/km².